# Tai xi Jing

Tratatul Tai xi Jing [太息經], deși aparține unei dezvoltări ulterioare și de altă factură a daoismului originar, este o amplificare a capitolului VI din Dao de Jing.

## Învățătura
Tratatul afirmă că în Universul întreg nu există decât un Suflu, sau Ființă, o participare din care rezultă Viața sau Nașterea. Acest Suflu este ca un vast și inepuizabil rezervor, din care toate lucrurile își trag existența; dar el este dublu, întrupându-se din yin [陰] sau principiul feminin al Naturii și yang [陽], principiul masculin, iar din aceste două principii se produc ulterior toate lucrurile.

## Interpretarea
La F. H. Balfour găsim o interpretare mai liberă a acestui pasaj din Dao de Jing și într-un acord mai evident cu substanța textului Tai xi Jing. Traducerea lui ne furnizează un bun exemplu al modului în care a fost interpretat și valorificat daoismul metafizic. Iat-o: „Respirația, sau Spiritul, sau Adâncul este nepieritor. El este numit Azurul (Cer) și Mama (Pământ). Trecerea prin care aceste două influențe ies la iveală și intră este numit rădăcina creației vizibile. Ca și cum ar fi permanente, ele sunt fără-ncetare în acțiune și pot fi folosite fără a se epuiza vreodată”.

## Traduceri în limba română
- ***, Tai xi Jing. Cartea Marelui Suflu, în Calea neștiutului Dao. Texte clasice daoiste, Traducere și îngrijire ediție: Mircea Iacobini, Editura Herald, Colecția Daoism, 2005, pp. 105-115, ISBN: 973-7970-33-0